# Connecticut Panhandle

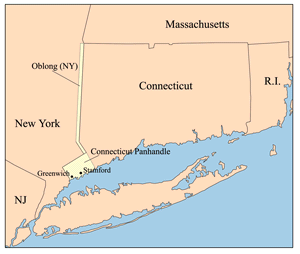
Il Connecticut Panhandle e "l'Oblungo"

Il Connecticut Panhandle è l'appendice sud-occidentale del Connecticut, confinante con lo stato di New York. È contenuto interamente nella Contea di Fairfield e comprende le città di Greenwich, Stamford, New Canaan e Darien, insieme a parti di Norwalk e include alcune delle zone residenziali più costose degli Stati Uniti d'America.
L'irregolarità nel confine è il risultato di dispute territoriali nel tardo XVII secolo, culminate con New York che rinunciò alle pretese sull'area in cui residenti si consideravano parte del Connecticut, in cambio di un'area equivalente che si estendeva a nord da Ridgefield fino al confine con il Massachusetts, insieme alla città di Rye.
Le due colonie britanniche (al tempo non ancora stati degli USA) negoziarono un accordo il 28 novembre 1683 istituendo il confine tra New York e Connecticut a 32 km (20 miglia) ad est del fiume Hudson, a nord del Massachusetts. L'area di circa 250 km² ad est del fiume Byram che costituiva il Connecticut Panhandle fu assegnata al Connecticut, come riconoscimento delle aspirazioni dei residenti. In cambio, Rye fu assegnata a New York, insieme a 3 km di striscia di terra che correva verso nord da Ridgefield verso il Massachusetts, insieme alle Contee di Dutchess, Putnam e Westchester, conosciute come "l'Oblungo".